# مرعي الحليان
مرعي الحليان ولد في (18 فبراير 1965)، ممثل ومؤلف إماراتي. عرفه الجهور الخليجي من خلال أدوار الكوميديا وأدوار الشر، فلذالك يعتبر من أبرز الممثلين الإماراتين.

## أعماله[5][2]

### المسلسلات
- 1996: مرمر زماني.
- 1998: أحلام السنين.
- 1999: بنت الشمار.
- 1999: الكفن.
- 2003: رحلة الانتقام.
- 2005: حاير طاير - الجزء الرابع.
- 2005: سوالف دنيا.
- 2005: الدريشة.
- 2007: الخراز.
- 2008: حظ يانصيب.
- 2008: ريح الشمال - الجزء الأول.
- 2009: عجيب غريب - الجزء الأول.
- 2009: دروب المطايا.
- 2010: ريح الشمال - الجزء الثاني.
- 2010: أحلام سعيد.
- 2010: ما أصعب الكلام.
- 2010: عجيب غريب - الجزء الثاني.
- 2011: الغني والبخيل.
- 2012: ريح الشمال - الجزء الثالث.
- 2012: اليحموم.
- 2013: وديمة وحليمة.
- 2013: سوالف عمران.
- 2014: دكة الفريج.
- 2014: وديمة وحليمة - الجزء الثاني.
- 2015: لو إني أعرف خاتمتي.
- 2015: عام الجمر.
- 2015: عناقيد النور.
- 2015: زمن الطيبين.
- 2016: غمز البارود.
- 2016: حزاوينا خليجية.
- 2016: خيانة وطن.
- 2017: على قد الحال.
- 2017: صوف تحت حرير.

### المسرحيات
- 1998: بهلول والوجه الاخر.
- 2001: باب البراحة.
- 2009: لا هواء.
- 2008: سوبر ماركت.
- 2008: ميادير.
- 2011: أنا وزوجتي وأوباما.
- 2013: بايتة.

### السينما
- 2004: جمعة والبحر
- 2006: عقاب
- 2014: دلافين
- 2014: ثوب الشمس
- 2018: شباب شياب

## روابط خارجية
- مرعي الحليان على موقع قاعدة بيانات الأفلام العربية